# 刑事グラハム/凍りついた欲望
『刑事グラハム/凍りついた欲望』（けいじグラハム/こおりついたよくぼう、原題: Manhunter）は、1986年のアメリカ合衆国の映画。日本での公開は1988年10月15日。
原作はトマス・ハリスの小説『レッド・ドラゴン』。

## 概要
本作はハンニバル・レクター3部作の1作目にあたる。監督は大ヒット刑事ドラマ『特捜刑事マイアミヴァイス』を手がけたマイケル・マン。
『羊たちの沈黙』（1991年）の大ヒットを受けて『レッド・ドラゴン/レクター博士の沈黙』と改題され、ビデオ化再発売された。
本作の映画化権を取得したのは独立系のプロデューサーとしては当時、最高峰に位置したディノ・デ・ラウレンティス。当初は原作と同じ「レッドドラゴン」のタイトルで公開する予定だったが、前年の「イヤー・オブ・ザ・ドラゴン」が興行的に失敗したため、ラウレンティスはドラゴンの文字を避け、”Manhunter"に変更した。
『羊たちの沈黙』の続編『ハンニバル』（2001年）も大ヒットし、2002年には『レッド・ドラゴン』（原題: Red Dragon）として再映画化されたが、このうちディノは『羊たちの沈黙』のみ映画化権を手放している。

## あらすじ
元FBI捜査官のウィル・グレアムは、満月の夜に起きた一家惨殺事件の捜査を依頼され、その調査に乗り出す。犯人は、裕福な家庭を残忍な手口で崩壊させる異常犯であり、ウィルはその心理を探るため、刑務所に収監されている連続殺人犯のレクター博士を訪ねる。

## キャスト
- ウィリアム・L・ピーターセン（ウィル・グレアム）
- キム・グライスト（モリー・グレアム）
- ブライアン・コックス（ハンニバル・レクター）
- デニス・ファリーナ（ジャック・クロフォード（英語版））
- トム・ヌーナン（フランシス・ダラハイド（英語版））
- ジョアン・アレン（リーバ・マクレーン）
- スティーヴン・ラング（フレディ・ラウンズ（英語版））